# Grand Prix de Québec
Le Grand Prix de Québec était une compétition automobile mettant principalement en vedette le championnat de Formule Atlantique qui s'est tenu trois années consécutives de 1977 à 1979. Le circuit de 2 km avait été aménagé sur les terrains d'ExpoCité. La grille de départ se trouvait devant l'actuel Centre de foires de Québec qui n'était pas encore construit à l'époque, empruntait la rue Soumande (qui s'appelait alors Fleur-de-Lys), revenait sur les terrains d'ExpoCité derrière le Colisée de Québec qu'il contournait, passait devant les tribunes de l'hippodrome, revenait devant le Pavillon de la Jeunesse et le contournait pour revenir compléter le tour.

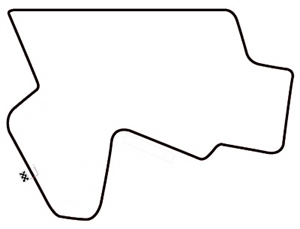
Circuit de Grand Prix de Québec

La première édition présentée les 23-24 et 25 septembre 1977 profita grandement de la popularité grandissante du légendaire Gilles Villeneuve qui faisait la pluie et le beau temps en Formule Atlantique depuis 1976 et qui frappait aux portes de la Formule 1. Au grand plaisir de la foule, Villeneuve triompha brillamment devant l'Américain Bobby Rahal, futur triple champion de la série CART en 1986, 1987 et 1992, et les Français Patrick Depailler, alors pilote de Formule 1 chez Tyrrell et Jacques Laffite, aussi pilote de Formule 1 chez Ligier et vainqueur du Grand Prix de Suède cette même année. Le Grand Prix de Québec fut la dernière course de Gilles Villeneuve en Formule Atlantique avant ses débuts au sein de la prestigieuse Scuderia Ferrari pour les deux derniers grands prix de Formule 1 de la saison.
Les deux éditions subséquentes furent présentées durant le deuxième week-end de juin. L'épreuve de 1978 fut remportée par le Finlandais Keke Rosberg, futur champion du monde de Formule 1 en 1982, et celle de 1979 par l'Américain Kevin Cogan.
En 1980, les terrains d'ExpoCité n'étant pas disponibles à cause des travaux d'agrandissements du Colisée, jumelé à des problèmes financiers de l'organisation, le Grand Prix fut abandonné.
En juin 2013, un projet d'amener une course Indycar dans le secteur d'Expocité fait surface.

## Grand Prix Labatt de Québec 1977
- 1  Gilles Villeneuve, Berthierville QC
- 2  Bobby Rahal, Wheaton IL
- 3  Patrick Depailler, Chamalières, France
- 4  Jacques Laffite, Plagny, France
- 5  Howdy Holmes, Ann Arbor MI
- 6  Cheap Mead, Dayton OH
- 7  Price Cobb, Dallas TX
- 8  Jeff Wood, Studio City CA
- 9  Greg Hill, Mississauga ON
- 10 Dan Marvin, El Sobrante CA
- 11 Richard Spénard, Montréal  QC
- 12 Keke Rosberg, Helsinki, Finlande
- 13 Ricky Bell, Lakeville CT
- 14 Gilles Leger, Lachute QC
- 15 R.J. Nelkin, Roselyn NY
- 16 Bruce Jensen, Agincourt ON
- 17 Gregg Young, Westport CT
- 18 Brad Abbott, Locust NY
- 19 Marcel Talbot, Granby QC
- 20 Dave McMillan, Nouvelle-Zélande
- 21 Cliff Hansen, Laguna Beach CA
- 22 Kevin Cogan, Torrance CA
- 23 Bill Brack, Toronto ON
- 24 Jon Norman, Oakland CA
- 25 Tom Gloy, Walnut Creek CA
- 26 Tom Klauser, États-Unis

## Grand Prix Labatt de Québec 1978
- 1  Keke Rosberg, Finlande
- 2  Price Cobb, Dallas TX
- 3  Howdy Holmes, Ann Harbor MI
- 4  Kevin Cogan, Redondo Beach CA
- 5  Chip Mead, Dayton OH
- 6  Bill Brack, Toronto ON
- 7  Bertil Roos, Blakeslee PA
- 8  R.J. Nelkin, Roslyn NY
- 9  Bobby Brown, Syosset NY
- 10 John Mortensen, Weston CT
- 11 Mike Rocke, Livermore CA
- 12 Rick Bell, Lakeville CT
- 13 Gilles Leger, Lachute QC
- 14 Chris Gleason, Johnstown PA
- 15 Bruce Jensen, Newcastle ON
- 16 Eje Elgh, Karlskoga Suède
- 17 Jeff Wood, Studio City CA
- 18 Joe Sposato, Ridgefield CT
- 19 Jeff Smith, Vancouver BC
- 20 Bobby Rahal, Greenwich CT
- 21 Jean-Pierre Alamy, Pointe-Claire QC
- 22 Danny Sullivan, Louisville KY
- 23 JB Kendrick
- 24 Kenny Briggs, Atherton CA
- 25 Dan Marvin, Berkeley CA
- 26 Cliff Hansen
- 27 Tom Gloy, Lafayette CA
- 28 Marcel Talbot, Granby QC

## Grand Prix Labatt de Québec 1979
- 1  Kevin Cogan, Torrance CA
- 2  Tom Gloy, Pacheco CA
- 3  Cliff Hansen, Laguna Beach CA
- 4  Rick Koehler, Mequen WI
- 5  John Mortensen, Weston CT
- 6  Chris Gleason, Johnstown PA
- 7  Ken Duclos, Boxborough MA
- 8  Jean-Pierre Alamy, Pointe-Claire Qc
- 9  Marco Tolama, Mexico, Mexique
- 10 Marc Dancose, Montréal QC
- 11 Frank Barmante, Orange CA
- 12 Rick Bell, Lakeville CT
- 13 Jacques Villeneuve, Saint-Cuthbert QC
- 14 Joe Sposato, Mount Vernon NY
- 15 Howdy Holmes, Ann Arbor MI
- 16 Jon Norman, Berkeley CA
- 17 Ralph Manaker, Eireville PA
- 18 Bob Earl, Novato CA
- 19 Jeff Wood, Studio City CA
- 20 Mark McCaig, Calgary AB
- Dns Dan Marvin, Berkeley CA